# Beni Hocine
Beni Hocine es un municipio (baladiyah) de la provincia o valiato de Sétif en Argelia. En abril de 2008 tenía una población censada de 11 220 habitantes.
Se encuentra ubicado al noreste del país, al sur de la costa del mar Mediterráneo y la región de Cabilia, y al sureste de la capital del país, Argel.